# Soul Surfin' Crew
『Soul Surfin'Crew』（ソウルサーフィンクルー）は2001年7月18日に発売されたTUBEの21作目のオリジナル・アルバム。2003年7月2日にSony Music Associated Recordsより再発売された。（規格品番はAICL 1472）

## 概要
前作「LANI KAI」から約1年ぶりとなるオリジナル・アルバム。初回生産盤はスリーブケース仕様でアナザージャケットが封入されている。帯付きの通常盤の方が希少価値が高い。
13曲目「Dream of Asia」はDEENの池森秀一と前田亘輝によるコラボレーションとなっており、当初同時期に発売されるはずだったコンピレーション・アルバム『PROJECT 2002～The Monsters～』に韓国人アーティスト・シン・スンフンとのデュエットとして書き下ろしたもの。シン・スンフンとのデュエット版は「Dreams of Asia with Shin-Seunghun」として「風に揺れるTomorrow」C/Wにシングルカット。
本作発売後恒例の野外ライブツアー「TUBE LIVE AROUND SPECIAL 2001 Soul Surfin' Crew」が、ナゴヤ球場・横浜スタジアム・阪神甲子園球場の3か所で開催された。ライブの模様は映像作品、『TUBE LIVE AROUND SPECIAL 2001 Soul Surfin' Crew LIVE & DOCUMENTARY』で観賞可能。

## 収録曲
| 全作詞: 前田亘輝、全作曲: 春畑道哉。 |                                                  |           |            |                    |      |
| #                                    | タイトル                                         | 作詞      | 作曲・編曲 | 編曲               | 時間 |
| 1.                                   | 「Ocean Message」                                | 前田亘輝  | 春畑道哉   | TUBE               | 0:53 |
| 2.                                   | 「Soul Surfin' Crew」                            | 前田亘輝  | 春畑道哉   | TUBE               | 2:53 |
| 3.                                   | 「月と太陽」                                     | 前田亘輝  | 春畑道哉   | 大島こうすけ、TUBE | 3:48 |
| 4.                                   | 「7th」                                          | 前田亘輝  | 春畑道哉   | TUBE               | 5:01 |
| 5.                                   | 「初恋」                                         | 前田亘輝  | 春畑道哉   | 池田大介、TUBE     | 4:47 |
| 6.                                   | 「サラバ青春」                                   | 前田亘輝  | 春畑道哉   | TUBE               | 5:17 |
| 7.                                   | 「燃える煙るモナムール with BLOODEST SAXOPHONE」 | 前田亘輝  | 春畑道哉   | 池田大介、TUBE     | 4:56 |
| 8.                                   | 「Long Vacation」                                | 前田亘輝  | 春畑道哉   | TUBE               | 4:44 |
| 9.                                   | 「What`cha wanna do?」                           | 前田亘輝  | 春畑道哉   | TUBE               | 4:17 |
| 10.                                  | 「真夏の雪」                                     | 前田亘輝  | 春畑道哉   | TUBE               | 5:02 |
| 11.                                  | 「サザンクロス」                                 | 前田亘輝  | 春畑道哉   | TUBE               | 4:19 |
| 12.                                  | 「You'll be the champion」                       | 前田亘輝  | 春畑道哉   | TUBE               | 4:44 |
| 13.                                  | 「Dream of Asia J.V」                            | 前田亘輝  | 春畑道哉   | TUBE               | 5:54 |
| 14.                                  | 「燃える煙るモナムール」                         | 前田亘輝  | 春畑道哉   | 大島こうすけ、TUBE | 4:24 |
| 合計時間:                            | 合計時間:                                        | 合計時間: | 60:59      |                    |      |

## タイアップ
月と太陽
- 34thシングル。フジテレビ系「めざましテレビ」テーマソング。

初恋
- 35thシングル。日本テレビ系「劇空間プロ野球2001」イメージソング。

What`cha wanna do?
- 36thシングル カップリング曲。テレビ朝日系ドラマ「京都迷宮案内」主題歌。

You'll be the champion
- 34thシングル・カップリング曲。フジテレビ系「フォーミュラ・ニッポン」テーマソング。

燃える煙るモナムール
- 36thシングル。サークルKサンクス「サマーキャンペーン2001」CMソング。